# Digimortal
Digimortal är Fear Factorys fjärde studioalbum, släpptes i april 2001 genom Roadrunner Records. Det anses vara ett konceptalbum och en uppföljare av Obsolete som släpptes 1998, deras tidigare album (som i sig var en fortsättning på Demanufacture) och den sista delen av trilogin.

## Album information
Detta var bandets sista album innan de gick skilda världar i mars 2002. Frontmannen Burton C. Bell beslutade sig att sluta efter lanseringen av albumet, men bandet återförenades senare samma år för att lansera Archetype 2004. Digimortal var även det sista albumet med gitarristen Dino Cazares tills han återvände 7 år senare.
Konceptet på albumet handlar om hur människan och maskinen har slagit samman till en. De överlevande människor och maskiner inser att de måste bero på varandra om de kommer att fortsätta. Titeln på albumet är en förkortning för "Digital Mortality".
B-Real från gruppen Cypress Hill är med som gästvokalist på låten "Back The Fuck Up", vilket bidrar delar av hardcore Hip Hop. Det är den enda låten som inte är skriven av bandet.

## Låtlista
1. "What Will Become?" - 3:24
2. "Damaged" - 3:03
3. "Digimortal" - 3:04
4. "No One" - 3:37
5. "Linchpin" - 3:25
6. "Invisible Wounds (Dark Bodies)" - 3:54
7. "Acres of Skin" - 3:55
8. "Back The Fuck Up" - 3:10
9. "Byte Block" - 5:21
10. "Hurt Conveyor" - 3:42
11. "(Memory Imprints) Never End" - 6:48

### Bonusspår på digipak
1. "Dead Man Walking" - 3:16
2. "Strain Vs. Resistance" - 3:25
3. "Repentance" - 2:40
4. "Full Metal Contact" - 2:28

## Medverkande
- Burton C. Bell - sång
- Dino Cazares - gitarr
- Christian Olde Wolbers - bas
- Raymond Herrera - trummor
- B-Real - gästsång på "Back The Fuck Up"